# IV Liceum Ogólnokształcące im. Stefanii Sempołowskiej w Lublinie
IV Liceum Ogólnokształcące im. Stefanii Sempołowskiej w Lublinie – szkoła średnia w Lublinie założona 1 października 1912.
Liceum powstało na mocy decyzji kuratora Warszawskiego Okręgu Naukowego na wniosek Wacławy Arciszowej jako prywatna czteroklasowa szkoła żeńska. W latach 1912–1949 w szkole pracowało ponad 200 nauczycieli. Wśród kadry pedagogicznej znaleźli się m.in. dr Feliks Araszkiewicz, dr Ludwik Kamykowski, Jan Piechota, Franciszek Szabelski i ks. dr Ludwik Zalewski. W latach 1922–1924 nauczycielem łaciny był Stanisław Czechowicz, brat Józefa Czechowicza.
Szkoła została upaństwowiona 1 września 1949, w 10. rocznicę II wojny światowej, stając się tym samym czwartą ogólnokształcącą szkołą w Lublinie. Imię Stefanii Sempołowskiej otrzymała 6 grudnia 1967 z rąk kuratora Edwarda Zachajkiewicza. W roku szkolnym 1967/68 do liceum po raz pierwszy przyjęci zostali chłopcy.

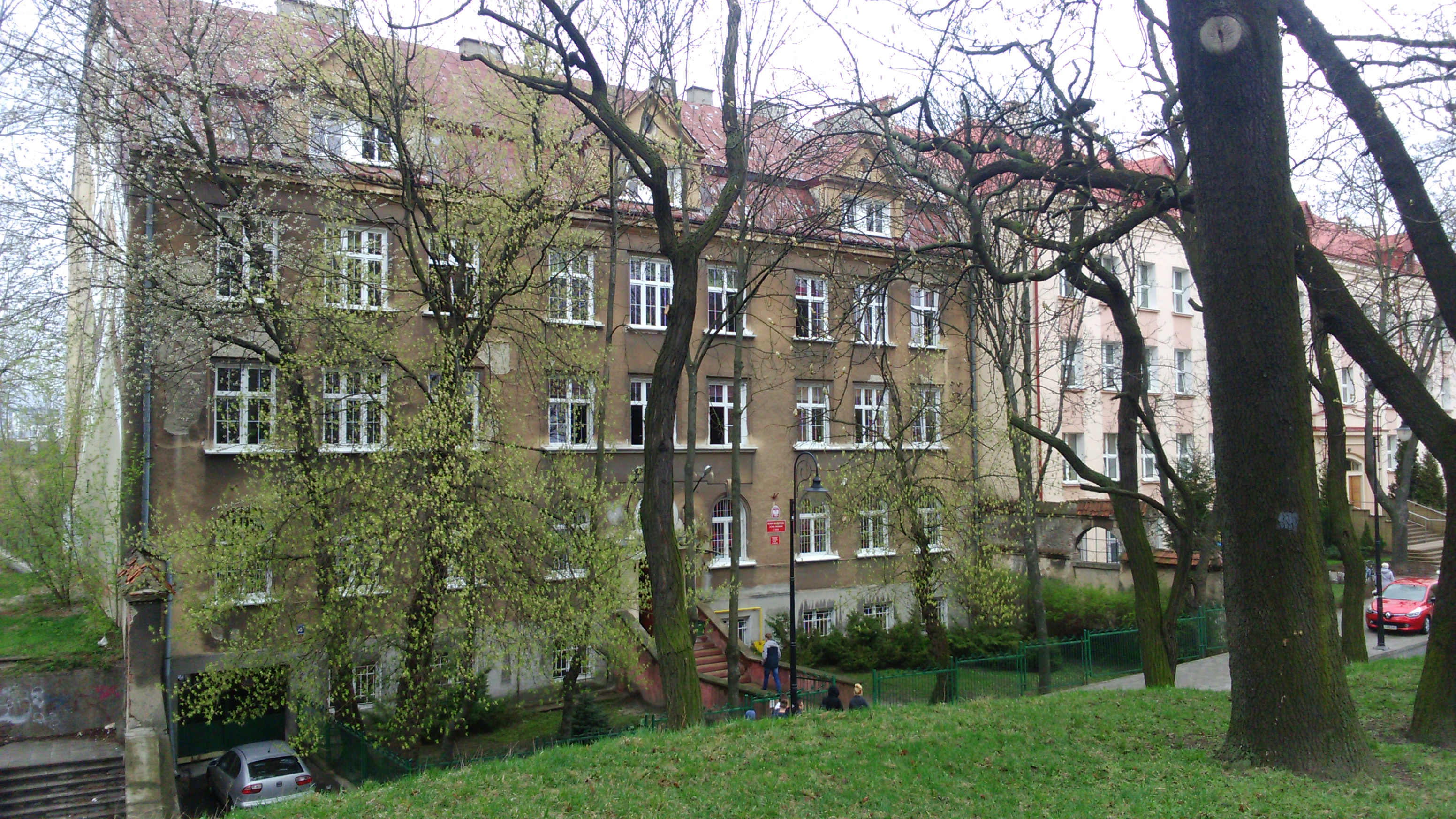
Widok na szkołę z terenu kościoła św. Mikołaja.
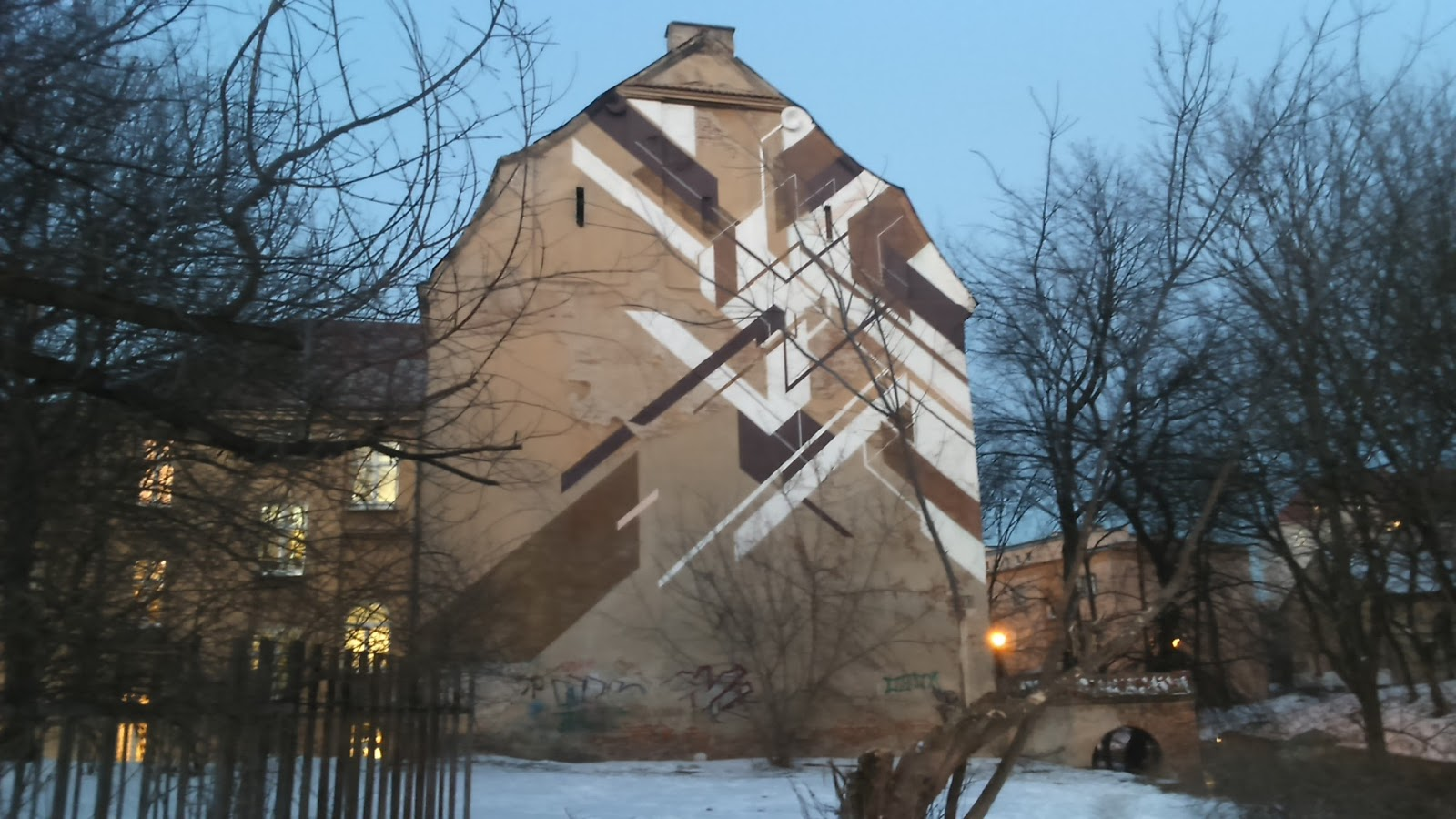
Budynek szkoły